# Kid Psycho
Kid Psycho è un personaggio immaginario presente nell'Universo DC. Diviene un membro di riserva della Legione dei Super-Eroi nel XXX secolo.

## Biografia del personaggio
Gnill Opral è nativo del pianeta Hajor. Dato che i suoi genitori erano stati esposti a delle radiazioni mentre affrontavano una piovra nello spazio, il giovane nasce con una testa enorme e abilità psicocinetiche. Da adolescente tenta di aderire alla Legione dei Super Eroi sotto il nome in codice di "Kid Psycho", ma viene scartato perché l'utilizzo dei suoi poteri accorciava la sua vita di un anno. Imperterrito, viaggia indietro nel tempo fino al XX secolo e giunto a Smallville incontra Superboy, che impressiona con le sue abilità. Ritorna poi alla sua epoca con il Ragazzo d'Acciaio, che convince la Legione a prenderlo come membro di riserva, da chiamare solo in caso di estrema urgenza.
Mentre Kid Psycho è presente in occasioni come i matrimoni dei Legionari, è chiamato invece in azione attiva solo una volta - durante la prima Crisi. Mentre protegge la gente di Londra da una serie di catastrofi naturali, viene vaporizzato da un'onda di antimateria creata dall'Anti-Monitor, che tentava di distruggere il multiverso. Anche se viene occasionalmente citato in seguito, è presto cancellato dalla continuità della Legione e dimenticato.

## Post-Crisi infinita
Nessuno chiamato Gnill Opral o Kid Psycho compare nella terza versione della Legione o in quella post-Ora Zero. Tuttavia, gli eventi della miniserie Crisi infinita ricostituiscono un'analogia simile alla continuità della Legione pre-Crisi, come visto nella storia "The Lightning Saga" in Justice League of America e Justice Society of America, e in "Superman e la Legione dei Super-Eroi" in Action Comics. Kid Psycho è appena visibile quando le versioni multiple della Legione si scontrano con Superboy-Prime, il Time Trapper e la Legione dei Supercriminali.